# Kitkiöjoki
Kitkiöjoki är en ort i Pajala socken i Pajala kommun, belägen vid ån med samma namn. Orten ligger längs med Riksväg 99, cirka 7 kilometer sydost om den större orten Kitkiöjärvi. I november 2016 fanns det enligt Ratsit 14 personer registrerade med Kitkiöjoki som adress.